# Sangita Ratnakara

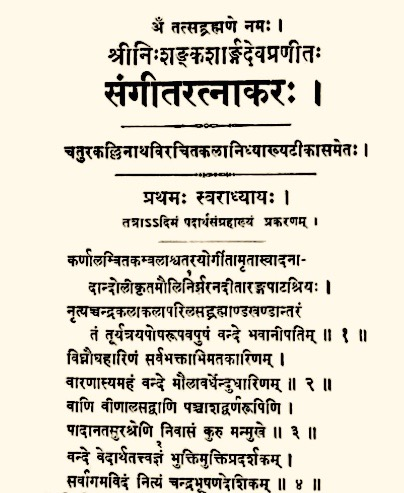
Sangita Ratnakara, manuscrito sánscrito, versos 1.1.1-1.1.4.

El Sangita Ratnakara, सङ्गीतरत्नाकर, (transliterado: Saṅgīta ratnākara), literalmente «Océano de Música y Danza», es uno de los textos musicológicos sánscritos más importantes de la India. Compuesto por Sarangadeva (शार्ङ्गदेव) en el siglo XIII, tanto la música clásica indostaní como las tradiciones de música carnática de la música clásica de India lo consideran un texto definitivo. El autor formó parte de la corte del rey Singhana II (1210-1247) de la dinastía Seuna cuya capital era Devagiri, Maharashtra.
El texto está dividido en siete capítulos. Los primeros seis capítulos, Svaragatadhyaya, Ragavivekadhyaya, Prakirnakadhyaya, Prabandhadhyaya, Taladhyaya y Vadyadhyaya tratan de los diversos aspectos de la música y los instrumentos musicales, mientras que el último capítulo, Nartanadhyaya, trata de la danza. El texto de la era medieval es uno de los tratados históricos indios más completos sobre la estructura, la técnica y el razonamiento de la teoría musical que ha sobrevivido hasta la era moderna, y es un texto voluminoso y completo sobre ragas (capítulo 2) y talas (capítulo 5).
El texto es una síntesis exhaustiva de los conocimientos musicales antiguos y medievales de la India. Ha sido citado con frecuencia por musicólogos indios posteriores en su literatura relacionada con la música y la danza. Comentarios significativos sobre el texto incluyen el Sangitasudhakara de Simhabhupala (c. 1330) y el Kalanidhi de Kallinatha (c. 1430).

## Autor
Sangita Ratnakara fue escrita por Sarangadeva, también se deletrea  Sharangadeva. Sarangadeva nació en una  familia brahmana de Cachemira. En la época de la invasión islámica de las regiones del noroeste del subcontinente indio y el comienzo del sultanato de Delhi, su familia emigró al sur y se asentó en el reino hindú en la región del Decán, cerca de las cuevas de Ellora (Maharashtra). Sarngadeva trabajó como contable con libertad para conseguir sus intereses musicales en la corte del rey Singhana II (1210-1247) de la dinastía Yadava.

## Contenido
El texto es un tratado sánscrito sobre Sangita (IAST: Sańgīta), o la tradición de las artes escénicas relacionadas con la música. Sangita es declarado por el texto como un arte de interpretación compuesto que consiste en Gita (formas melódicas, canción), Vadya (música instrumental) y Natia-shastra (danza, movimiento).
El Sangita Ratnakara del siglo XIII clasifica a Sangita en dos tipos: Marga-sangita y Desi-sangita. Marga se refiere a las técnicas clásicas enseñadas por Bharata Muni en Natya Shastra. Desi Sangita se refiere a las improvisaciones regionales que pueden no seguir las reglas clásicas y la estructura de la música y las artes escénicas.
El texto tiene siete capítulos:
1. Svaragatādhyāya (sistema de sonido)
2. Rāgavivekādhyāya (raga)
3. Prakīrņakādhyāya (práctica de interpretación)
4. Prabandhādhyāya (composiciones, metro poético)
5. Tālādhyāya (tala)
6. Vādyādhyāya (instrumentos musicales)
7. Nartanādhyāya (danza)

El primer capítulo tiene ocho secciones. Se abre con versos reverenciales al dios hindú Shiva, que es llamado «la encarnación del sonido, cantado por todo el mundo» y el que deleita según los Vedas. El autor rinde homenaje a sus antepasados, luego a los antiguos eruditos como Bharata Muni, Matanga, Dattila y Narada, así como a los principales dioses y diosas del hinduismo en la primera sección del primer capítulo. En la segunda sección, apenas se menciona la música o la danza, sino que Sarangadeva presenta sus creencias metafísicas y fisiológicas, y atribuye el origen de la música a los Sāmaveda. Presenta temas musicales y definiciones de conceptos musicales a partir de la sección tres del primer capítulo, con frecuentes menciones a Shiva y a la diosa hindú Sarasvati.
Según los versos 27-30 de la sección 1.1 de Sarangadeva, la canción está en todas partes, en el llanto de un bebé, en los latidos de la naturaleza, en el pulso de la vida, en cada acto humano del Dharma, Artha, Kāma y Moksha. Las secciones 3 al 8 del primer capítulo describen nada (sonido), svara (notas), shruti (microintervalo), gramas (escalas primarias), murcchanas (escalas derivadas), varna (color), jati (modo), alankara (ornamento), giti (estilos de canto), metros y otros conceptos musicales básicos.
Los suddhas (prístinos) svaras son los del Sama Veda, dice el texto.
| Svara (Larga)                | Sadja (षड्ज)                          | Rsabha (ऋषभ)               | Gandhara (गान्धार) | Madhyama (मध्यम)                    | Pañcama (पञ्चम)                    | Dhaivata (धैवत)         | Nisada (निषाद)   |
| Svara (Corta)                | Sa (सा)                               | Re (रे)                     | Ga (ग)          | Ma (म)                             | Pa (प)                            | Dha (ध)                | Ni (नि)         |
| Shrutis en Sangita Ratnakara | Tivra, Kumadvanti, Manda, Changovati | Dayavati, Ranjini, Raktika | Rudri, Krodhi   | Vajrika, Prasarini, Priti, Marjani | Kshiti, Rakta, Sandipini, Alapini | Madanti, Rohini, Ramya | Ugra, Kshobini |

El texto gigante describe 253 ragas en el capítulo 2, mientras que el capítulo 5 presenta todos los clásicos (marga) y 120  talas regionales. El capítulo 3 comienza con un resumen de la práctica de la sangita en la literatura védica, luego presenta los desarrollos post-védicos y las recomendaciones para la práctica. Incluye una descripción del diseño del teatro, la composición y la decoración de los artistas, las normas de rendimiento para los instrumentistas y cantantes, así como los métodos de improvisación sobre un tema musical.
En el capítulo 6, Sarangadeva describe los instrumentos musicales antiguos y anteriores al siglo XIII de la India en cuatro clases de instrumentos musicales: cordófonos, aerófonos, membranófonos e idiófonos. Menciona la descripción física de los instrumentos, cómo tocarlos y el repertorio que mejor fluye con cada instrumento musical. En el capítulo 7 de este gran texto hay una descripción relativamente breve de las formas de danza clásica y regional de la India, incluyendo el kathak. Su capítulo de danza describe los estilos expresivos, la postura y el lenguaje corporal como una forma de comunicación silenciosa de ideas, la teoría de la estética categorizada a través de nueve emociones y el arte de los movimientos individuales de un bailarín.
Según Peter Fletcher, profesor de música y teatro, el Sangita Ratnakara afirma que «se esperaba que el compositor fuera un intérprete competente, pero también dejó claro que se esperaba que el compositor conociera a su público y cómo funcionan sus mentes, por encima de sus propios gustos y disgustos, con el fin de llevar el deleite a todo el mundo». Las opiniones de Sarangadeva sobre la música, afirma Fletcher, ejemplificaron las ideas del Bhagavad-gītā relativas al desapego.

## Importancia
Sangita_Ratnakara es un texto muy importante y esto es evidente por los muchos comentarios que se han escrito sobre él. Sigue siendo un texto de referencia en la época contemporánea entre los musicólogos y las escuelas de música de la India.

El texto atrajo a la literatura secundaria llamada bhasya en la tradición india. Dos de los muchos comentarios sobre el texto han sido traducidos al inglés. Estos son Sańgītasudhākara de Simbabhūpāla y Kalānidhi de Kallinātha. Sangita_Ratnakara recopila información que se encuentra en obras anteriores como Nāţyaśāstra, Dattilam, Bŗhaddēśī, Sarasvatī-hŗdayālańkāra-hāra, ideas de Abhinavagupta en Nāţyaśāstra, así como otras. Sarangadeva amplió también las ideas más antiguas y medievales, como con sus ideas sobre lasyas.  El texto constituye un puente útil entre los períodos antiguo, medieval y posterior al siglo XIII de la historia de la música en la India.